# Kirche von Kilmacreehy

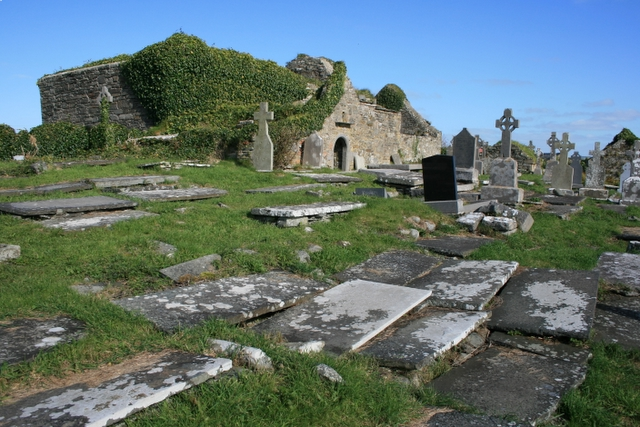
Kilmacreehy

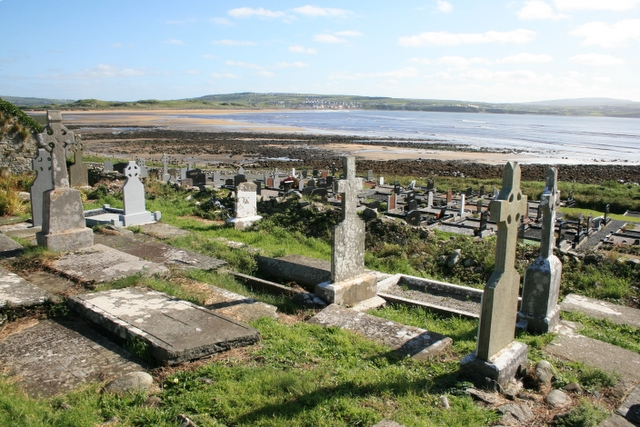
Kilmacreehy

Die Ruinen der mittelalterlichen Kirche von Kilmacreehy oder Kilmacrehy (irisch Cill Mhic Creiche) liegen bei Liscannor im Süden des County Clare in Irland am Meer. Die Überlieferung berichtet von einem St. Macreehy und es gibt die spätmittelalterliche Handschrift: „Das Leben von Maccreiche“, die jedoch so ungenau und fantastisch anmutet, dass sie historisch wertlos ist. 
Möglich ist, dass hier eine frühchristliche Kirche gestanden hat, von der aber keine Artefakte gefunden wurden. Berichte aus dem 14. Jahrhundert sind die ältesten Belege. Teile des Mauerwerks konnten in diese Periode datiert werden, obwohl die Dekorationen aus späterer Zeit stammen. Das alte Mauerwerk ist in den niedrigeren Bereichen der Wände erkennbar. Im Päpstlichen Register für das Jahr 1420 wird Donat Mac Machunna als Priester von Kyllmeichchrichenatraga (das Suffix - na traga, bedeutet: am Strand) genannt. 
Eine kleine Vorhalle, wahrscheinlich aus dem 16. Jahrhundert, mit einer Tür und einem Fenster, springt an der Südwand hervor und bildet den Zugang zum Kirchenschiff. Außer dem Weihwasserbecken neben der Tür, einem Fenster und einem zerstörten Glockenraum an der Westwand gibt es wenige Relikte im Kirchenschiff. Ein hoher, semi-gotischer Bogen trennt das Kirchenschiff vom langen Altarraum, wo eine Öffnung in der Südwand andeutet, dass es sich um eine spätere Erweiterung handeln kann. Bei der Nische in der Nordwand handelt es sich um ein Grab, das das ähnliche Denkmal in Kilfenora kopiert. Es ist eine gerundete Doppelnische mit einer großen rautenförmigen Öffnung mittig oben, begrenzt durch eine schmale Haube, über der oberhalb des Schlusssteines eine Kopfplastik aus der Wand tritt. Die unteren Enden der Haube sind mit weiteren Köpfen dieser Art geschmückt. Auf der Gegenseite scheint ein Fenster gewesen zu sein, das nach Zeichnung von Thomas Johnson Westropp zumindest teilweise wieder aufgebaut wurde. Es hatte zwei gotische Bögen oder sanfte beziehungsweise geschnürte Pilaster, die sich vom mittleren Schaft ausbreiten. Ein Kopf mit dem flachen mittelalterlichen Kopfputz tritt unter der Spitze der Haube hervor, die unten in Schlangen verschiedenen Stils endet.
Auf dem Friedhof wurde Hugh Mac Curtain (Aodh Bui Mac Cuirtín - 1680–1755) in einem unmarkierten Grab beigesetzt. Er war ein bekannter Antiquitar, Dichter und Schriftsteller. 
Die Felsen an der Küste werden das Bett von St. MacCrithes genannt. Der Heilige liegt nordwestlich der Kirche begraben. Sein Festtag wurde auf den Girlandensonntag – der letzten Sonntag im Juli – gelegt, um mit anderen lokalen Festen zusammenzufallen.